# Dhyan Chand National Stadium
Dhyan Chand National Stadium (česky: Národní stadion Dhyana Chanda) je stadion určený pro pozemní hokej v Novém Dillí vybudovaný v roce 1933 dle návrhu Anthonyho S. DeMilla jako víceúčelový stadion a pojmenovaný Irwin Amphitheatre. V roce 1950 byl přestavěn pro účely 1. Asijských her v roce 1951. V roce 1951 také došlo k přejmenování na Národní stadion a v roce 2002 byl název ještě doplněn o jméno slavného pozemního hokejisty Dhyana Chanda. K další přestavbě došlo před rokem 2010 pro účely Mistrovství světa v pozemním hokeji mužů 2010 a také Her Commonwealthu 2010. Tato přestavba byla dokončena 24. ledna 2010, tedy pouhých 32 dní před zahájením mistrovství světa v pozemním hokeji.